# بهدن خوه
بهدن خوه (به انگلیسی: Budhan Khuh) یک منطقهٔ مسکونی در پاکستان است که در پنجاب واقع شده‌است.